# Michael Sternkopf
Michael Sternkopf (Karlsruhe, 21 aprile 1970) è un ex calciatore tedesco, di ruolo centrocampista o attaccante.

## Carriera

### Club
Cominciò la carriera nella squadra della sua città, il Karlsruher SC. Nella stagione di debutto in prima squadra (1988-1989) realizzò un gol dopo sei minuti dal suo ingresso in campo, contro il Bayer Leverkusen. Nel 1990 fu acquistato dal Bayern Monaco per 1,7 milioni di marchi. Giocò per cinque anni con il club, festeggiando il titolo nazionale nel 1993-1994. Nel 1995 si trasferì al Borussia Mönchengladbach.
Trovandosi relegato in panchina nella seconda stagione (1996-1997), nel novembre 1996 decise di accasarsi al Friburgo, che lo pagò 300.000 marchi. Alla fine della stagione il giocatore passò all'Arminia Bielefeld. Vittima di un serio infortunio che ne avrebbe pregiudicato notevolmente il rendimento, in sei stagioni conobbe una serie di alterne promozioni e retrocessioni dalla Bundesliga alla Zweite Liga e viceversa. Nel 2004 chiuse la carriera giocando una partita in undici mesi passati nel Kickers Offenbach, in Regionalliga. In Bundesliga vanta 210 apparizioni e 15 gol.

### Nazionale
Conta inoltre 7 presenze e 2 reti con la Nazionale tedesca Under-21.

### Dopo il ritiro
Nel 2006 fu inserito tra gli ambasciatori dell'Assia per i Mondiali di Germania.

## Palmarès
- Supercoppa di Germania: 1

Bayern Monaco: 1990
- Campionato tedesco: 1

Bayern Monaco: 1993-1994
- Campionato tedesco di seconda divisione: 1

Arminia Bielefeld: 1998-1999